# Jean-Henri Jaubert
 (mai 2015).
Si vous disposez d'ouvrages ou d'articles de référence ou si vous connaissez des sites web de qualité traitant du thème abordé ici, merci de compléter l'article en donnant les références utiles à sa vérifiabilité et en les liant à la section « Notes et références ».
Jean-Henri Jaubert (17 mars 1832 à Enchastrayes - 11 novembre 1901 à Écully, Rhône) est un négociant et fabricant de soieries de Lyon, dirigeant de la maison Jaubert et Audras, et cofondateur du Crédit lyonnais.

## Biographie
Fils de Jean-Antoine Jaubert, cultivateur à Enchastrayes, et de Marie-Angélique Bellon, Jean-Henri (dit Henry) Jaubert passe sa jeunesse dans les Basses-Alpes. Orphelin de père dès l'âge d'un an, il est placé sous la protection de ses oncles Joseph et Damien Bellon après avoir obtenu son baccalauréat. Les Jaubert appartiennent à une famille ayant longtemps possédé une charge de notaires aux environs de Barcelonnette. Au commencement du XIXe siècle, ils sont plus modestement cultivateurs.
Les frères Bellon avaient créé à Lyon, dans les années 1830-1840 une importante affaire de fabrication de soie, sous la raison « Bellon frères & Couty » qui prospéra très vite. Ils associent rapidement leur neveu Henry Jaubert à leurs affaires, pour finalement lui en confier la gestion et en faire leur associé. 
Sous l'impulsion d'Henry Jaubert, la société se transforme pour se spécialiser dans la fabrication de soieries et tissus unis noirs de toutes qualités. Le chiffre d'affaires passe de sept millions de francs-or en 1855 à quarante trois millions de francs-or en 1875, avec des moyens industriels très importants : 2 300 métiers répartis dans les usines de Vizille, Pont-en-Royans, Voiron, La Murette, Charlieu et L'Arbresle.
En 1862, on recense environ 3 000 métiers à tisser. À la fin du Second Empire et dans les années qui suivent, la Maison Bellon et Couty, toujours dirigée par Henry Jaubert, occupe environ quatre mille cent métiers à tisser, dont deux mille cinq cents placés à la campagne et mille six cents à Lyon, faisant travailler au total plus de cinq mille ouvriers. À cela, il faut ajouter le moulinage de la soie, installé dans des fabriques. Grâce à ce réseau dense, elle peut recruter plusieurs centaines de tisseurs à domicile.
Les affaires commerciales de la société devenue en 1872 la « Maison Jaubert, Audras & Cie » (les Bellon et Couty n'étant plus engagés qu'à hauteur de 3 millions de franc sur 5) s'étendirent jusqu'aux États-Unis où l'on parlait de marchandise « à la Jaubert », gage de qualité. 
La maison Jaubert-Audras est en 1879 la toute première affaire première de Lyon : elle fait trente millions de chiffre d'affaires par an ; la maison qui la suit immédiatement en fait douze puis on tombe à cinq. 
Henry Jaubert est également, derrière Henri Germain, l'un des fondateurs du Crédit Lyonnais, aux côtés de son oncle Joseph Bellon, de son ami Édouard Aynard. Il reçoit une croix de la Légion d'honneur par décret du 20 octobre 1878 du Ministre de l'agriculture et de l'industrie.
Ce grand succès lui permet d'abandonner assez rapidement les affaires (1885) pour mener une vie de riche rentier, entre une vaste propriété de plusieurs hectares à Écully, Les Marronniers, rachetée à la famille Aynard, et une propriété à Cannes, Bel Respiro non loin de la Croisette, qui deviendra plus tard l'un des hauts lieux de la vie mondaine cannoise. Les Jaubert font restaurer ces deux demeures par l'architecte Charles Roux-Meulien au tout début du XXe siècle, dans un style Louis XVI admirable. 
La société Jaubert  passe ensuite par voie indirecte entre les mains de la famille Tresca, apparentée aux Bellon.
Henry Jaubert est l'un de ces entrepreneurs originaires de la région de Barcelonnette qui surent faire fortune au XIXe siècle : les Barcelonnettes. Il ne manifesta jamais publiquement ses opinions politiques mais il était connu pour être grand catholique et bonapartiste. Et malgré les inévitables crises qui frappèrent le monde de la soierie, il fut toujours très bien considéré par son personnel[réf. nécessaire]. Il décède en 1901 dans sa propriété d'Écully à la tête d'une fortune considérable.

## Bellon, Jaubert, Audras et la crise de la soierie
En 1879, la crise de la soierie lyonnaise est déjà en marche, les affaires deviennent plus difficiles, même pour la Maison Jaubert qui avait résisté jusqu'alors grâce à sa spécialisation dans le tissu de couleur noire, toujours demandé : les exportations s'effondrent totalement. Jaubert et Audras veulent abandonner le tarif de 1869 ce qui crée un scandale dans le monde ouvrier de l'époque, mais surtout chez la concurrence, furieuse. Cependant, la crise était bien réelle, les exportations de soie s'étant littéralement effondrées. Pour témoigner de cette crise, un rapport puis deux articles de presse de l'époque :
Rapport sur l'état du commerce de soie à Lyon
« En 1869, nos exportations de tissus de soie et de bourre de sole s'élevaient à 447 millions. En 1870, elles montèrent à 484 millions (...) depuis lors, elles ont rapidement décliné. On ne les trouve plus que de 415 millions en 1874, de 375 millions en 1875, de 295 millions en 1876, (...) 158 millions à celui de 1869, et de 195 millions à celui de 1870. Nos importations, pendant ce temps, suivaient une marche à peu près inverse. Elles ne dépassaient pas 28 millions eh 1869; elles ont été de 42 millions en 1878 ».
Extraits d'articles de presse
- « L'origine de la grève est des plus simples. Il y a quinze jours environ, l'une des plus importantes maisons de Lyon, l'ancienne maison Bellon, que dirigent actuellement MM. Jaubert et Audras, annonça à ses tisseurs qu'elle était obligée de réduire momentanément les prix de la façon. Les prix payés jusqu'alors étaient conformes à un tarif établi d'un commun accord, en 1869, entre les fabricants d'une part, et les tisseurs de l'autre. En rompant cette loi commune, MM. Jaubert et Audras déclaraient céder à un cas de force majeure, le malaise prolongé que subit la fabrication lyonnaise. Les tisseurs n'acceptèrent pas ces propositions nouvelles, et la grève éclata ».
- « Avant de se défendre contre la concurrence étrangère, MM. Jaubert, Audras et Cie ont voulu se garer de la concurrence indigène, en abaissant leurs tarifs au niveau de ceux des voisins. Mais, comme la maison Jaubert, Audras et Cie a une importance telle que ses tarifs font cours et fixent, pour ainsi dire, la cote, les tisseurs, plus coulants avec des maisons de second ordre, ont résisté désespérément, et, après trois semaines de lutte, MM. Jaubert et Audras ont fini par dire à la chambre syndicale : — Nous acceptons le tarif de 1869, mais à la condition que vous forcerez tous les fabricants lyonnais à le subir également : ce qui a été fait. Le conflit existait donc, moins, pour ainsi dire, entre ouvriers et tisseurs, qu'entre la maison Jaubert, Audras et Cie, et les autres fabricants lyonnais ».

Et un journaliste de conclure avec humour : « Le fabricant lyonnais est travailleur, économe, honnête, millionnaire par surcroît - mais quel boutiquier ». 
Les affaires continuent toutefois de tourner, mieux que dans la concurrence, et la société peut continuer son commerce, sous la raison Tresca frères & Sicar".

## Mariage et postérité
En 1866, Henry Jaubert épouse à Sorgues Claire Floret (1843-1907), fille de Joseph Floret et de Rosine Jullian. La famille Jullian est une famille de taffetassiers, fileurs de soie et marchands, faisant place depuis plusieurs générations dans les rangs de la bourgeoisie avignonnaise. François Julian, père de Rosine, fut négociant et maire d'Avignon puis il s'installe à Sorgues dont il devient maire en 1837.
La famille Floret est une famille de Carpentras, ville à laquelle les Floret fournirent sous l'Ancien Régime de nombreux juristes (notaires, avocats, juges) ainsi que des consuls. Ils s'implantèrent ensuite à Sorgues. Joseph Floret fut maire de Sorgues (1858-1868), ami de Thiers et Mignet, d'abord sous-préfet puis préfet (Var, Hérault, Haute-Garonne), il fut également maître des requêtes au Conseil d'État, puis député de l'Héraut. De 1848 à 1868, il fut sans interruption conseiller général du canton de Bédarrides et président du conseil général de Vaucluse de 1848 à 1852. C'est sous sa présidence que le conseil général vota à l'unanimité une adresse au pape Pie IX exprimant « le désir ardent que Votre Sainteté choisisse, pour y passer ce temps d'épreuves, le sol hospitalier de France » et le suppliant de « fixer sa résidence dans l'ancienne Métropole de ses prédécesseurs ». Pie IX exprima sa reconnaissance au conseil général, mais déclina sa proposition.
De leur union, Henry Jaubert et Claire Floret eurent deux enfants : 
- Thérèse Jaubert (Lyon, 1867 - Écully, 1947), qui épousa (château d'Alivet, Isère, propriété Baboin) le soyeux  Émile Baboin dont les descendants portent aujourd'hui le patronyme  Baboin-Jaubert. Elle reçut une dot de 500 000 francs or. Émile était le fils d'Henry Baboin, soyeux, député de l'Isère, et de Léoncie Blanchet, d'une famille de papetiers dauphinois.
- Joseph Jaubert (1868-1947) : officier de cavalerie, issu de la corniche Stanislas, Croix de Guerre, chevalier de la Légion d'honneur. Grand joueur de polo, membre du Paris Polo Club, il fut même l'un des tout premiers à pratiquer ce sport à Cannes, en y fondant un club avec trois amis : le prince Jan Ghika, le duc de Guiche et le baron de Meyronnet Saint-Marc. Trouvant en effet que la saison de Paris était trop courte, ils eurent l'idée, avec l'aide du maire de Cannes André Capron, de lancer le polo sur la Riviera, en 1906. Il épousa Marguerite Klein, fille du général Georges Klein et de Claire de Cernowitz (sans postérité). Joseph Jaubert fit de la maison de son père, Bel Respiro, un pilier de la vie mondaine de Cannes. Il joua également beaucoup à Deauville où il contribua à lancer ce sport avec quelques amis (la Coupe d'Or).